# Hinterer Plattenkogel
Der Hintere Plattenkogel (2741 m ü. A.) ist ein Berggipfel im Gschlößkamm der Venedigergruppe im Norden Osttirols (Gemeinde Matrei in Osttirol).

## Lage
Der Hintere Plattenkogel ist ein Gipfel im äußersten Osten des Gschlößkamms zwischen dem Wildenkogel (3021 m ü. A.) im Südwesten und dem Vorderen Plattenkogel (2672 m ü. A.) im Nordosten. Der Hintere Plattenkogel wird dabei vom Vorderen Plattenkogel durch die Plattenscharte (2563 m ü. A.), vom Wildenkogel durch eine unbenannte Scharte (2693 m ü. A.) getrennt. Südöstlich des Hinteren Plattenkogels liegt der Wildensee, östlich der Löbbensee. Der Hintere Plattenkogel ist bergsteigerisch unbedeutend, südöstlich führt der Wildenkogelweg an ihm vorbei.